# 橋本誼
橋本誼（はしもと よしみ、1934年（昭和9年）5月30日 - ）は、日本の囲碁棋士。岡山県出身、鍋島一郎九段門下、日本棋院所属、九段。全日本第一位決定戦挑戦者決定戦進出など。日本棋院関西総本部で初の九段。

## 経歴
岡山市宮浦に生まれる。幼時に大阪に移り、またアマチュア強豪で、第1回アマチュア本因坊戦で大阪代表にもなった父から囲碁の英才教育を受けた。1947年に鍋島一郎に入門。1950年初段。この年に関西棋院から日本棋院協調派が分離した際に、師の鍋島とともに日本棋院関西総本部に所属する。1953年三段時に青年棋士選手権戦で準優勝。1957年五段。1966年八段。1969年に関西総本部で初の九段昇段を果たす。
1974年全日本第一位決定戦で坂田栄男、岩本薫らを破り挑戦者決定戦に進むが藤沢秀行に敗れる。1976年天元戦で石田芳夫らを破りベスト4進出、杉内雅男に敗れる。1977年棋聖戦九段戦ベスト8。1978年松原賞受賞。1979年16勝5敗(.762)の成績で棋道賞勝率第一位賞受賞。1995年から棋士会会長。2001年3月31日付けで引退。

### 他の棋歴
- 日中囲碁交流 1964年 ○羅建文、1974年 ○陳祖徳、1980年 ○呉淞笙、1982年×聶衛平
- NHK杯テレビ囲碁トーナメント 1978、81、89年出場